# Johann Josef Auer
Johann Josef Auer (* 1666 in Sipplingen; † 4. Dezember 1739 in Jestetten) war ein deutscher Bildhauer und Holzschnitzer des Barock.

## Leben
Johann Josef Auer wurde in Sipplingen am Bodensee geboren. Ab dem Jahr 1707 ist er in Jestetten nachweisbar, hier hat er am 26. April 1714 die Maria Sutter (* 27. Dezember 1666; † 5. Mai 1746) von Jestetten geheiratet. Sie hatten keine Nachkommen.
Johann Josef Auer war zur Zeit der entstehenden Barockkirchen in zahlreichen Kirchenbauten in seiner Umgebung tätig. Zahlreiche Werke konnten dem bisher wenig bekannten Künstler zugeschrieben werden.

## Werke (Auswahl)
- 1707: Klosterkirche Rheinau, Turmportal; Wappen und Schrifttafel in Sandstein
- 1707–1711: Lottstetten, Pfarrkirche; Haupt- und Seitenaltäre
- 1711–1713: Rheinau, Klosterkirche; Fintan- und Basiliusaltar
- 1714: Bühl; zwei Posaunenengel
- 1715: Dettighofen, St. Antoniuskapelle; Brustbildstatuen: Hl. Katharina, Hl. Agatha, Hl. Barbara und Hl. Elisabeth
- 1715: Rheinau Klosterkirche; Taufstein (Holz)
- 1716: Jestetten, Pfarrkirche; Rosenkranzaltar mit Statuen
- 1718: Bühl Pfarrkirche; Notburgaaltar mit Notburgastatue, der Notburga von Bühl
- 1719: Jestetten Pfarrkirche; Statuen Hl. Sebastian und Hl. Johannes
- 1720 bis 1728: Klosterkirche Rheinau, Schnitzwerke
- 1734 bis 1735: Diessenhofen, Klosterkirche St. Katharinental; Steinskulpturen an der Außenfassade: Einsiedlermadonna, Hl. Josef und Hl. Dominikus